# 諾曼第 (伊利諾伊州)
諾曼第（英語：Normandy）是位於美國伊利諾伊州比羅縣的一個非建制地區。該地的面積和人口皆未知。

## 地理
諾曼第的座標為41°33′43″N 89°38′57″W / 41.56194°N 89.64917°W，而該地的平均海拔高度為199米（即653英尺）。